# Турнейский мир
Турнейский мир (нидерл. Vrede van Doornik) — договор между герцогом Бургундии Филиппом II и фламандским городом Гент, заключённый 18 декабря 1385 года и положивший конец длившемуся с 1379 года восстанию.

## Предыстория
Город Гент в 1379 году восстал против графа Фландрии Людовика II и короля Франции Карла VI. По ходу развития конфликта Гент понимал, что восстание не достигнет успеха в борьбе со столь сильными соперниками даже при поддержке Англии (Карл VI вернулся во Францию только после осады и взятия города Дамм в 1385 году, а затем разграбления окрестностей. Гент опасался подобной участи в будущем году). Боевые действия также мешали торговле, оказывая адвление не только на сам Гент, но и на Брюгге, Дамм или Л’Эклюз.. Наследовавший Людовику II герцог Бургундии Филипп II Бургундский и Карл VI с энтузиазмом относились к проекту экспедиции в Англии в рамках продолжавшейся Столетней войны, для этого необходимо было урегулировать гентское восстание.

## Переговоры
Большинство жителей Гента, за исключением сторонников Англии, хотели мира, но опасались, что его условия будут слишком жесткими. Поэтому город отправил эмиссаром мессира Жана Делле (похоже, это был рыцарь Жан Ван Хейл)) к герцогу, чтобы выяснить его расположение.
Согласно хроникам Фруассара, Филипп с самого начала проявил великодушие и предоставил городу Генту очень выгодные условия, что было подсказано его канцлером и известным юристом Жаном Канаром).

## Подписание
Переговоры прошли успешно, и Филипп Смелый объявил перемирие до 1 января. За это время окончательные условия были обговорены, было решено подписать договор в городе Турне.
Первой прибыла делегация Гента из пятидесяти человек. 5 декабря, прибыли герцог Бургундский и его жена, которых приветствовали жители Гента без признаков покорности и смирения, а затем герцогиня Брабантская Жанна, чей дом считался своего рода защитником Фландрии).
Состоялись последние переговоры, и затем 18 декабря 1385 года договор был подписан двумя сторонами, герцог действовал как от своего имени, так и от имени своего суверена — короля Франции.

## Условия
Город Гент обещал подчиниться власти герцога и обязался быть ему верным, также признавая верховенство французского короля. Город обязался отказаться от союза с Англией и не препятствовать возвращению эмигрантов. Взамен он получал амнистию, на него не налагались штрафа, и он был свободен в выборе законного папы римского.
Подтверждались имевшиеся привилегии как для Гента, так и для ряда других городов (Куртрэ, Ауденарде, Граммон, Рюпелмонде, Алст и т. д.).
К документу были приложены печати заинтересованных лиц, а также ряд свидетелей (герцогиня Брабантская Жанна, несколько правителей окрестных владений, городов Брюгге, Ипр, Мехелен, Антверпен и др.).